# Spurio Ligustino
Spurio Ligustino (in latino Sp. Ligustinus; 220 a.C.) è stato un militare romano.

## Biografia
Di umile estrazione sociale, appartenente alla tribù crustumina, si arruolò ventenne nel 200 a.C., partecipando alla seconda guerra macedonica, condotta dal console Tito Quinzio Flaminino, durante la quale venne promosso da soldato semplice a centurione, per le doti mostrate in battaglia. Successivamente partecipò alla campagna condotta da Marco Porcio Catone, che si concluse con il completo assoggettamento della Spagna, guadagnandosi i gradi di Centurione primus pilus. Partecipò quindi anche alla guerra romano-siriaca, agli ordini di Manio Acilio Glabrione combattendo contro l'esercito di Antioco III.
Combatté nel 180 A.C. sempre in Spagna, in quella che è ricordata come la prima guerra celtibera prima sotto il comando di Quinto Fulvio Flacco, poi di Tiberio Sempronio Gracco, che lo vuole con se come Primus pilus. Tra gli altri premi, ottenne l'onore di poter indossare per sei volte la Corona civica, per aver salvato la vita ad un concittadino romano.
Le vicende di Spurio sono note per averle egli stesso raccontante davanti all'assemblea di cittadini romani, che doveva decidere a chi, fra gli oltre venti centurioni offertisi di partecipare alla terza guerra macedonica, dovesse essere attribuita la funzione di primus pilus; era infatti costume tra i romani che si presentavano a parlare in assemblea, quello di presentarsi, indicano la famiglia, la gens di appartenenza, il censo,le magistrature ottenute, e gli onori ottenuti servendo per la città, intesa come Populus, insieme di cittadini romani.
Dal tenore del suo discorso, che gli valse la nomina a uno dei due posti disponibili di primus pilus, si ricava che, almeno in epoca repubblicana, quello di primus pilus non si definiva come un grado di carriera del legionario romano, che una volta raggiunto apparteneva di diritto al militare, quanto come un grado funzionale ad una specifica campagna militare, la cui attribuzione rimaneva nella potestà del comandante in campo.